# Теана
Теана (итал. Teana) — коммуна в Италии, расположена в регионе Базиликата, подчиняется административному центру Потенца.
Население составляет 751 человек, плотность населения составляет 40 чел./км². Занимает площадь 19 км². Почтовый индекс — 85030. Телефонный код — 0973.
Покровителем коммуны почитается священномученик Власий Севастийский (San Biagio). Праздник ежегодно празднуется 8 августа и 9 августа.